# Chris Kunitz
Christopher Kunitz  (Regina (Saskatchewan), 26 de setembro de 1989)  é um ex-jogador profissional de hóquei no gelo canadense que atuou na posição de ala esquerda na National Hockey League (NHL), jogando pelo Anaheim Ducks, Atlanta Thrashers, Pittsburgh Penguins, Tampa Bay Lightning e Chicago Blackhawks ao longo da sua carreira. 

## Carreira
Chris Kunitz começou no Junior A na Saskatchewan Junior Hockey League (SJHL) no time Melville Millionaires.

## Títulos

### Anaheim Ducks
- Stanley Cup: 2007

### Pittsburgh Penguins
- Stanley Cup: 2009, 2016, 2017